# Hermann Karl Rosenbusch
Hermann Karl Rosenbusch (znany też jako Harry Rosenbusch) (ur. 1836, zm. 1914) – niemiecki petrograf, geolog, jeden z twórców petrografii.

## Życiorys
Rosenbusch po ukończeniu szkoły średniej w 1855 rozpoczął studia języków klasycznych na Georg-August-Universität w Getyndze. Z powodu trudności finansowych przerwał studia uniwersyteckie i udał się do Brazylii, gdzie pracował jako nauczyciel domowy u bogatej rodziny. Po pięciu latach powrócił do Niemiec i 1862 roku rozpoczął studia na Uniwersytecie w Heidelbergu na wydziale nauk przyrodniczych u profesora R. Bunsena. Po uzyskaniu w 1869 roku doktoratu na Uniwersytecie we Fryburgu przez dwa lata studiował filologię klasyczną i filozofię. Od 1873 do 1877 był profesorem petrografii i mineralogii na Uniwersytecie w Strasburgu, a następnie na Uniwersytecie w Heidelbergu. W Strasburgu w 1873 został mianowany profesorem nadzwyczajnym w dziedzinie petrografii, a w Heidelbergu 1878 roku profesorem zwyczajnym w dziedzinie mineralogii. Od 1888 do 1907 roku był dyrektorem Państwowego Instytutu Geologicznego w Baden.

## Twórczość
Stworzył naukowe podstawy klasyfikacji skał w oparciu o ich skład mineralny i chemiczny. Położył podwaliny pod dział petrografii, nauki o mikroskopowym badaniu szlifów skał, w oparciu o optyczne właściwości mineralne składowych ziarn. Przedstawił praktyczne środki, dzięki którym identyfikuje się skały według morfologicznych, fizycznych i chemicznych właściwości ich minerałów składowych. Opisał nowe instrumenty i techniki dotyczące badania właściwości optycznych minerałów. Wykorzystując nowe metody i wyniki petrograficznych badań napisał dwa dzieła wnoszące duży wkład do nauk mineralogii i petrografii. Razem z R. Fuessem opracował i zbudował pierwszy mikroskop petrograficzny. Wraz z Ferdinandem Zirkelem uznawany jest za twórcę nowoczesnej petrografii.

## Inne
- Harry Rosenbusch wprowadził w 1891 roku termin paragnejs.
- W 1903 roku otrzymał Medal Wollastona, nagrodę naukową przyznawaną przez Londyńskie Towarzystwo Geologiczne.

## Dzieła
- Mikroskopische Physiographie der petrographisch wichtigen Mineralien – Mikroskopowa fizjografia petrograficznie ważnych minerałów.
- Die mikroskopische Physiographie der massigen Gesteine.
- Elemente der Gesteinslehre, Stuttgart: Schweizerbart’sche, 1898.[2]
- Petrographisches Praktikum, Bonn: Krantz F. Rheinisches Mineralien Control, 1902.
- Physiographie, Stuttgart: Nagele, 1907.